# Mirjam Michaelis (Ordensschwester)

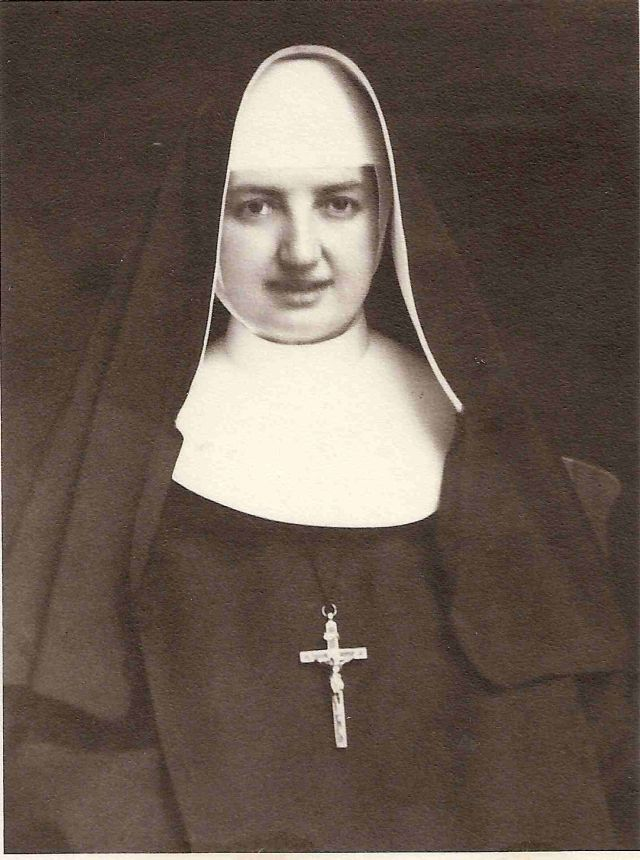
Sr. Mirjam Michaelis (CSSJ)

Mirjam Michaelis, geb. Else Michaelis (* 31. März 1889 in Berlin; † 9. August 1942 im KZ Auschwitz-Birkenau), war eine deutsche Ordensschwester der Ordensgemeinschaft der Josefschwestern und Märtyrin.

## Leben
Else Michaelis war die Tochter eines jüdischen Fabrikanten. Nach dem Besuch einer Haushaltsschule war sie zunächst als Kindermädchen tätig, später machte sie im Wege der Abendschule einen Abschluss als Kauffrau. Mit 30 Jahren wurde Else Michaelis durch die Taufe in die römisch-katholische Kirche aufgenommen. In ihrer Freizeit setzte sie sich ehrenamtlich für die Berliner Pfarrei Corpus Christi ein, wo sie Schwestern der Kongregation der Josefsschwestern kennenlernte. Im September 1928 wurde Else Michaelis im Mutterhaus der Josefsschwestern in Trier als Postulantin aufgenommen und 1929 als Novizin eingekleidet. Zur Einkleidung erhielt sie den Ordensnamen Mirjam.
Nach der ewigen Profess 1935 wirkte Sr. Mirjam in einem Heim für schwererziehbare Mädchen in Saarlouis. Später wurde sie in das Xaveriusstift Berlin entsandt, von wo aus sie wegen der zunehmenden Repressionen der Nationalsozialisten 1939 nach Rotterdam versetzt wurde und 1940, nach der Besetzung der Niederlande, von dort aus zu den Franziskanerinnen in Marienwaard bei Maastricht, da Menschen jüdischer Abstammung das Küstengebiet der Niederlande verlassen mussten.
Am 2. August 1942 wurde Sr. Mirjam Michaelis im Zuge eines Racheaktes auf die Verlesung des Hirtenbriefes der katholischen Bischöfe der Niederlande am 26. Juli hin verhaftet und mit anderen vom Judentum konvertierten Katholiken, darunter die hl. Teresia Benedicta vom Kreuz, zuerst in das Durchgangslager Westerbork, dann in das Vernichtungslager Auschwitz-Birkenau deportiert, wo sie am 9. August in der Gaskammer ermordet wurde.
Vor dem Haus in der Franz-Ludwig-Straße 7 in Trier wurde 2005 ein Stolperstein angebracht, der an Sr. Mirjam Michaelis erinnert.
Die katholische Kirche hat Schw. Mirjam Michaelis im Jahr 1999 in das deutsche Martyrologium des 20. Jahrhunderts aufgenommen.